# Radio Italia. 30 anni di singoli al primo posto
Radio Italia. 30 anni di singoli al primo posto è una compilation, formata da tre CD di 15 brani ognuno, pubblicata il 24 marzo 2012 dalla Sony Music; nella compilation sono raccolti solo singoli che hanno raggiunto il primo posto in classifica in Italia.

## Tracce

### CD 1
1. Claudio Baglioni - Avrai - 5:21
2. Miguel Bosé - Bravi ragazzi - 4:06
3. Matia Bazar - Vacanze romane - 4:13
4. Gianna Nannini - Fotoromanza - 4:28
5. Righeira - L'estate sta finendo - 3:46
6. Luis Miguel - Noi, ragazzi di oggi - 3:49
7. Eros Ramazzotti - Adesso tu - 5:04
8. Gianni Morandi, Umberto Tozzi ed Enrico Ruggeri - Si può dare di più - 4:29
9. Massimo Ranieri - Perdere l'amore - 4:10
10. Edoardo Bennato - Viva la mamma - 3:25
11. Amedeo Minghi e Mietta - Vattene amore - 4:00
12. Francesco Baccini e i Ladri di Biciclette - Sotto questo sole - 4:15
13. Lucio Dalla - Attenti al lupo - 4:17
14. 883 - Hanno ucciso l'Uomo Ragno - 4:13
15. Vasco Rossi - Gli spari sopra - 3:29

### CD 2
1. Jovanotti - Serenata rap - 5:11
2. Eros Ramazzotti - Più bella cosa - 4:24
3. Alex Britti - Oggi sono io - 3:51
4. Lùnapop - 50 Special - 3:28
5. Paola & Chiara - Vamos a bailar (Esta vida nueva) - 4:04
6. Tricarico - Io sono Francesco - 4:04
7. Elisa - Luce (tramonti a nord est) - 4:24
8. Raf - Infinito - 4:56
9. Valeria Rossi - Tre parole - 3:43
10. Tiziano Ferro - Xdono - 3:58
11. Luciano Ligabue - Questa è la mia vita - 4:02
12. Tiromancino - Per me è importante - 4:21
13. Le Vibrazioni - Dedicato a te - 3:29
14. Giorgia - Gocce di memoria - 4:12
15. Laura Pausini - Resta in ascolto - 3:32

### CD 3
1. Sugarfree - Cleptomania - 3:56
2. Francesco Renga - Angelo - 3:26
3. Povia - I bambini fanno "ooh..." - 3:37
4. Zero Assoluto - Svegliarsi la mattina - 3:42
5. Daniele Silvestri - La paranza - 4:05
6. Simone Cristicchi - Ti regalerò una rosa - 3:48
7. Fabrizio Moro - Pensa - 3:48
8. Giusy Ferreri - Non ti scordar mai di me - 3:29
9. Arisa - Sincerità - 3:16
10. Malika Ayane - Come foglie - 3:44
11. Elisa e Giuliano Sangiorgi - Ti vorrei sollevare - 4:26
12. Noemi - Per tutta la vita - 3:13
13. Pierdavide Carone - Di notte - 2:53
14. Emma e Modà - Arriverà - 3:33
15. Francesca Michielin - Distratto - 4:13